# Bound for Glory 2021
Bound for Glory (2021) was de 17e professioneel worstel-pay-per-view (PPV) evenement van Bound for Glory dat georganiseerd werd door Impact Wrestling en vond plaats op 23 oktober 2021 in Sam's Town Live in Las Vegas, Nevada. Bij het evenement verschenen ook worstelaars van All Elite Wrestling (AEW), de Japanse worstelorganisatie New Japan Pro Wrestling (NJPW) en de Mexicaanse worstelorganisatie Lucha Libre AAA Worldwide (AAA), waar Impact een samenwerking mee heeft.
Dit was Impact's eerste evenement dat plaatsvond buiten Nashville sinds het evenement Sacrifice in februari 2020.

## Productie

### Achtergrond
Bij het evenement Slammiversary op 17 juli 2021, kondigde Impact Wrestling aan dat de 2021 editie van Bound for Glory plaats gaat vinden op 23 oktober 2021 in Las Vegas. Hoewel er op 10 september 2021 onthuld werd dat het evenement plaats zou vinden in Sam's Town Live in Nevada.

## Matches
| Nr. | Match | Winnaar(s)          | Opmerkingen | Bron        |
| --- | --- | ------------------- | --- | ----------- |
| 1P  | Jordynne Grace (met Rachael Ellering) vs. Chelsea Green vs. Crazzy Steve (met Black Taurus) vs. Fallah Bahh vs. John Skyler vs. Madison Rayne (met Kaleb with a K) | Jordynne Grace      | Toernooifinale voor het inaugurele Impact Digital Media Championship. | [ 6 ] [ 7 ] |
| 2   | The IInspiration (Cassie Lee & Jessica McKay) vs. Decay (Havok & Rosemary) (c)                                                                                     | The IInspiration    | Tag team match voor het Impact Knockouts Tag Team Championship. | [ 6 ] [ 7 ] |
| 3   | Trey Miguel vs. El Phantasmo vs. Steve Maclin | Trey Miguel         | Toernooifinale three-way match voor het vacante Impact X Division Championship. | [ 6 ] [ 7 ] |
| 4   | Heath & Rhino vs. Violent By Design (Deaner & Joe Doering) (met Eric Young)                                                                                        | Heath & Rhino       | Tag team match. | [ 6 ] [ 7 ] |
| 5   | Moose won door Matt Cardona als laatste te elimineren. | Moose               | 20-wrestler Intergender Call Your Shot Gauntlet match. De winnaar ontvangt een trofee en een contract dat ze op elk moment binnen een jaar kunnen indienen voor een kampioenschapswedstrijd naar keuze. | [ 6 ] [ 7 ] |
| 6   | The Good Brothers (Doc Gallows & Karl Anderson) (c) vs. FinJuice (David Finlay & Juice Robinson) vs. Bullet Club (Chris Bey & Hikuleo)                             | The Good Brothers   | 3-way tag team match voor het Impact World Tag Team Championship. | [ 6 ] [ 7 ] |
| 7   | Mickie James vs. Deonna Purrazzo (c) | Mickie James (nc)   | Een-op-een match voor het Impact Knockouts Championship. Matthew Rehwoldt was verbannen van het ringoppervlak.                                                                                          | [ 6 ] [ 7 ] |
| 8   | Josh Alexander vs. Christian Cage (c) | Josh Alexander (nc) | Een-op-een match voor het Impact World Championship. Dit was Alexander's Option C World Championship match.                                                                                             | [ 6 ] [ 7 ] |
| 9   | Moose vs. Josh Alexander (c) | Moose (nc)          | Een-op-een match voor het Impact World Championship. Moose invoked his Call Your Shot Gauntlet championship match privilege.                                                                            | [ 6 ] [ 7 ] |